# مذبحة رمبولا

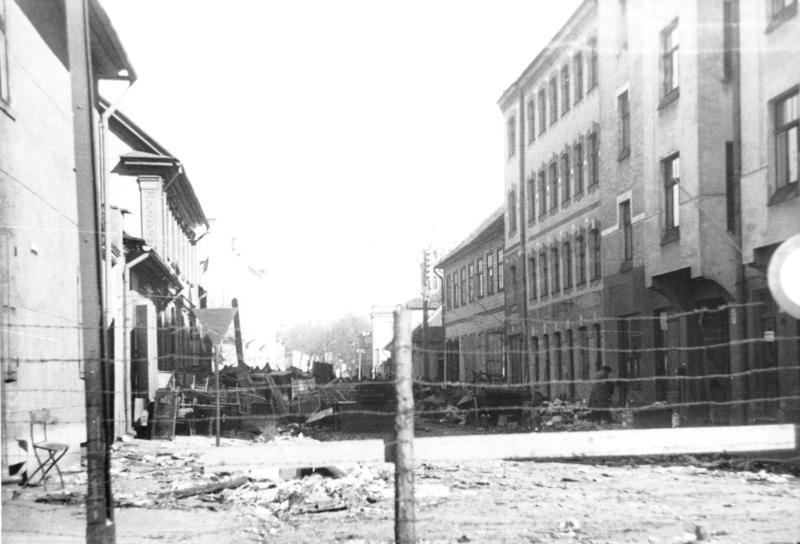
ولأغراض التوثيق، غالبًا ما يحتفظ الأرشيف الفيدرالي الألماني بعناوين الصور الأصلية، والتي قد تكون خاطئة أو متحيزة أو قديمة أو متطرفة سياسياً. ADN-ZB/Donath الحرب العالمية الثانية 1939 - 1945 اضطهاد اليهود من قبل قوات الاحتلال الألمانية الفاشية في الاتحاد السوفيتي. جمهورية لاتفيا السوفييتية: الحي اليهودي في ريغا. تسجيل 1942

مذبحة رمبولا هي مصطلح جامع للأحداث التي جرت في 30 نوفمبر و8 ديسمبر من عام 1941 وقُتل خلالها نحو 25,000 يهودي في غابة رمبولا قرب ريغا، لاتفيا أو في طريقهم إليها وذلك في الحرب العالمية الثانية. باستثناء مذبحة بابي يار في أوكرانيا، كانت هذه المذبحة أكبر فظائع الهولوكوست استمرت ليومين وذلك حتى تفعيل معسكرات الموت. كان نحو 24,000 من الضحايا من يهود لاتفيا من غيتو ريغا وكان 1,000 منهم تقريبًا من اليهود الألمان الذين نُقلوا عبر قطار إلى الغابة. نفَّذت الأينزاتسغروب أ (مجموعة العمليات أ) النازية مذبحةَ رمبولا بمساعدة متعاونين محليين من الأريس كوماندو، وبدعمٍ من آخرين مثل عناصر مساعدة لاتفية. كان القائد الأعلى للشوتزشتافل والشرطة فريدريش يكلن المسؤولَ عن هذه العملية، وكان قد أشرف سابقًا على مذابح مشابهة في أوكرانيا. لعب رودولف لانجه أيضًا دورًا في تنظيم هذه المذبحة، وشارك لاحقًا في مؤتمر وانسيي. تتعلق بعض الأدلة ضد هربرتس كوكرز اللاتفي بتطهير غيتو ريغا على يد الأريس كوماندو. شكلت جرائم رمبولا، إلى جانب العديد من أعمال القتل الأخرى، الأساسَ لمحاكمات أينزاتسغروبن التالية للحرب العالمية الثانية حيث ثبتت إدانة عدد من قادة الأينزاتسغروبن لارتكابهم جرائمَ ضد الإنسانية.

## التسمية
تشتهر هذه المذبحة بأسماء مختلفة تتضمن «العملية الكبرى» (The Big Action)، و«عملية رمبولا»، ولكن في لاتفيا سُميت «رمبولا» أو «رمبولي» فقط. تُسمى في بعض الأحيان عملية يكلن نسبةً إلى قائدها فريدريش يكلن. استخدم النازيون كلمة (Aktion) الألمانية، التي تُترجم حرفيًا إلى «فِعل أو عملية» باللغة العربية، لتكون تعبيرًا تلطيفيًا لكلمة «جريمة». بالنسبة إلى رمبولا، كان التعبير التلطيفي الرسمي «عملية إطلاق النار». في محاكمات الأينزاتسغروبن قبل محكمة نورمبرغ العسكرية، لم يُطلق اسمٌ على الحدث، بل وُصف ببساطة بأنه «جريمة قتل 10,600 يهودي» في 30 نوفمبر عام 1941.

## الموقع
كانت رمبولا محطة سكك حديدية صغيرة تقع على بعد 12 كيلومترًا (7.5 ميل) جنوب ريغا، وهي عاصمة لاتفيا وإحدى مدنها الكبرى، وقد ربطتها مع دواغافليبس، ثاني أكبر مدينة في لاتفيا، السكةُ الحديدية الممتدة على طول الجانب الشمالي لنهر دوغافا. كان موقع المذبحة «مكانًا مفتوحًا يسهل الوصول إليه» على تلةٍ تبعد 250 مترًا (820 قدمًا) عن المحطة. كان المشهد محجوبًا بالغطاء النباتي، لكن أمكن سماع أصوات إطلاق النار من المحطة. امتدت المنطقة بين خط السكة الحديدية وطريق ريغا-دواغافليبس السريع، إذ كان خط السكة الحديدية يقع شمال الطريق السريع. كانت رمبولا جزءًا من منطقة غابات ومستنقعات تُعرف باللاتفية باسم فارنو ميش، الذي يعني غابة الغربان باللغة العربية. أمكن سماع أصوات إطلاق النار من الطريق السريع. نفّذت سلطات الاحتلال الألمانية عددًا من المذابح الأخرى على الضفة الشمالية لنهر دوغافا في ضاحية رمبولا. كانت التربة رمليةً ومن السهل حفر القبور فيها. في حين كانت غابات الصنوبر المحيطة متناثرةً، كانت هناك منطقة ذات غابات كثيفة في المركز أصبحت موقع الإعدام. سهّل خط السكة الحديدية والطريق السريع نقلَ الضحايا من ريغا (وجب أن يكون على مسافة قريبة من غيتو ريغا في الجانب الجنوبي من المدينة)، بالإضافة إلى نقل مُطلقي النار وأسلحتهم.

## الهولوكوست
بدأت الهولوكوست في لاتفيا بتاريخ 22 يونيو من عام 1941 حين غزا الجيشُ الألماني الاتحادَ السوفيتي ومن ضمنه دول البلطيق الثلاث ليتوانيا ولاتفيا وإستونيا، التي كانت قد احتلتها القوات السوفيتية حديثًا بعد فترة من الاستقلال تلَت الحرب العالمية الأولى. بدأت جرائم قتل اليهود والشيوعيين وآخرين على الفور، وقد ارتكبتها فرق الموت الألمانية المعروفة باسم الأينزاتسغروبن (التي يمكن ترجمتها إلى «فرق المهمات الخاصة»)، وأيضًا شرطة الأمن الألمانية (سيشرهايتسبوليتساي أو سيبو)، وجهاز الأمن التابع لوحدات إس إس (الشرطة الأمنية الألمانية أو سيشرهايتسدينست أَو إس دي). حدثت أول أعمال القتل في ليلة 23 يونيو من عام 1941 في بلدة غروبن قرب ليبايا، حيث قَتل أفرادُ «زوندركوماندو 1أ» ستةً من اليهود في مقبرة الكنيسة. ساعد المحتلين النازيين أيضًا وحدةٌ من اللاتفيين الأصليين معروفة باسم الأريس كوماندو، ودعمتهم إلى حد ما الشرطةُ المساعدة اللاتفية.

### تورط السكان المحليين
أراد النازيون جعل الأمر يبدو كما لو كان السكان المحليون اللاتفيون مسؤولين عن قتل اليهود. لقد حاولوا تحريض بوغرومات (مذابح مدبرة) ضد اليهود دون تحقيق نجاح كبير، إذ نشروا شائعات مفادها أن اليهود كانوا مسؤولين عن انتشار أعمال الحرق المتعمد وجرائم أخرى، وأبلغوا رؤساءهم بذلك أيضًا. كانت سياسة التحريض هذه التي أسماها النازيون «أعمال التطهير الذاتي» فاشلةً حسبما أقرَّ فرانز فالتر شتاليكر الذي كان رئيس الأينزاتسغروب أ وخبير أعمال القتل الأساسي لدى النازيين في دول البلطيق.

### تشكيل غيتو ريغا
كان هدف الشرطة الأمنية الألمانية جعلَ لاتفيا يودينفري (مطهرة من اليهود)، وهي كلمة نازية مستحدثة يمكن ترجمتها إلى «خالٍ من اليهود». بحلول 15 أكتوبر عام 1941، قتل النازيون ما يصل إلى 30,000 من أصل 66,000 يهودي تقريبًا لم يتمكنوا من الفرار من البلاد قبل اكتمال الاحتلال الألماني. لم يُرِد هنريش لوهس، الذي أبلغ ألفريد روزنبيرغ بدلًا من هاينريش هيملر رئيس الشرطة الأمنية، إبادةَ اليهود بشدة بل أراد بدلًا من ذلك سرقة كافة ممتلكاتهم، وجمعهم في الغَيتات (الغيتوهات)، واستخدامهم عمالًا عبيدًا للمجهود الحربي الألماني. أبطأ هذا الصراع البيروقراطي وتيرةَ أعمال القتل في شهرَي سبتمبر وأكتوبر من عام 1941. اعتبرت الشرطة الأمنية لوهس، وهو جزء من «الإدارة المدنية»، أنه يعصي مخططاتها. في 15 نوفمبر عام 1941، طلب لوهس توجيهاتٍ من روزنبيرغ حول ما إذا كان سيُقتل جميع اليهود «بغض النظر عن الاعتبارات الاقتصادية». بحلول نهاية شهر أكتوبر، جمع لوهس كافة يهود ريغا إلى جانب البعض من المنطقة المحيطة ضمن غيتو في المدينة تبعد بواباته نحو 10 كيلومترات عن رمبولا. كان غيتو ريغا من صنع النازيين أنفسهم ولم يكن له وجود قبل الحرب.

## فريدريش يكلن

### الدافع
أراد النازيون التخلص من يهود لاتفيا في ريغا لإفساح المجال أمام ترحيل يهود ألمانيا والنمسا إلى غيتو ريغا. ارتُكبت جرائم قتل جماعي بدوافع مماثلة بحق اليهود الشرقيين المجموعين ضمن الغَيتات في كونفو بتاريخ 28 أكتوبر عام 1941 (قُتل 10,000)، وفي مينسك حيث أُطلق الرصاص على 13,000 يهودي بتاريخ 7 نوفمبر وعلى 7,000 آخرين في 20 نوفمبر. استقدم هيملر لتنفيذ هذا المخطط فريدريش يكلن إلى لاتفيا من أوكرانيا، حيث كان قد نظم عددًا من عمليات القتل الجماعي بما فيها بابي يار (قُتل 30,000). وصل طاقم يكلن المؤلف من نحو 50 قاتلًا وفردًا داعمًا إلى ريغا بتاريخ 5 نوفمبر عام 1941. لم يأتِ يكلن معهم، بل ذهب بدلًا من ذلك إلى برلين حيث التقى هيملر في وقت ما بين 10 و12 نوفمبر من عام 1941. طلب هيملر من يكلن أن يقتل كامل غيتو ريغا وأن يُعلِم لوهس في حال اعتراضه أن هذا أمرٌ من هيملر وأدولف هيتلر أيضًا: «أخبِر لوهس أنه أمرٌ مني، وهذه رغبة الفوهرر كذلك».
ذهب يكلن بعد ذلك إلى ريغا وشرح الموقف للوهس ولم يعترض مجددًا. بحلول منتصف نوفمبر عام 1941، اتخذ يكلن لنفسه مبنى في القسم القديم من ريغا عُرف باسم ريتاهاوس (منزل الفارس).